# Georges Montefiore-Levi

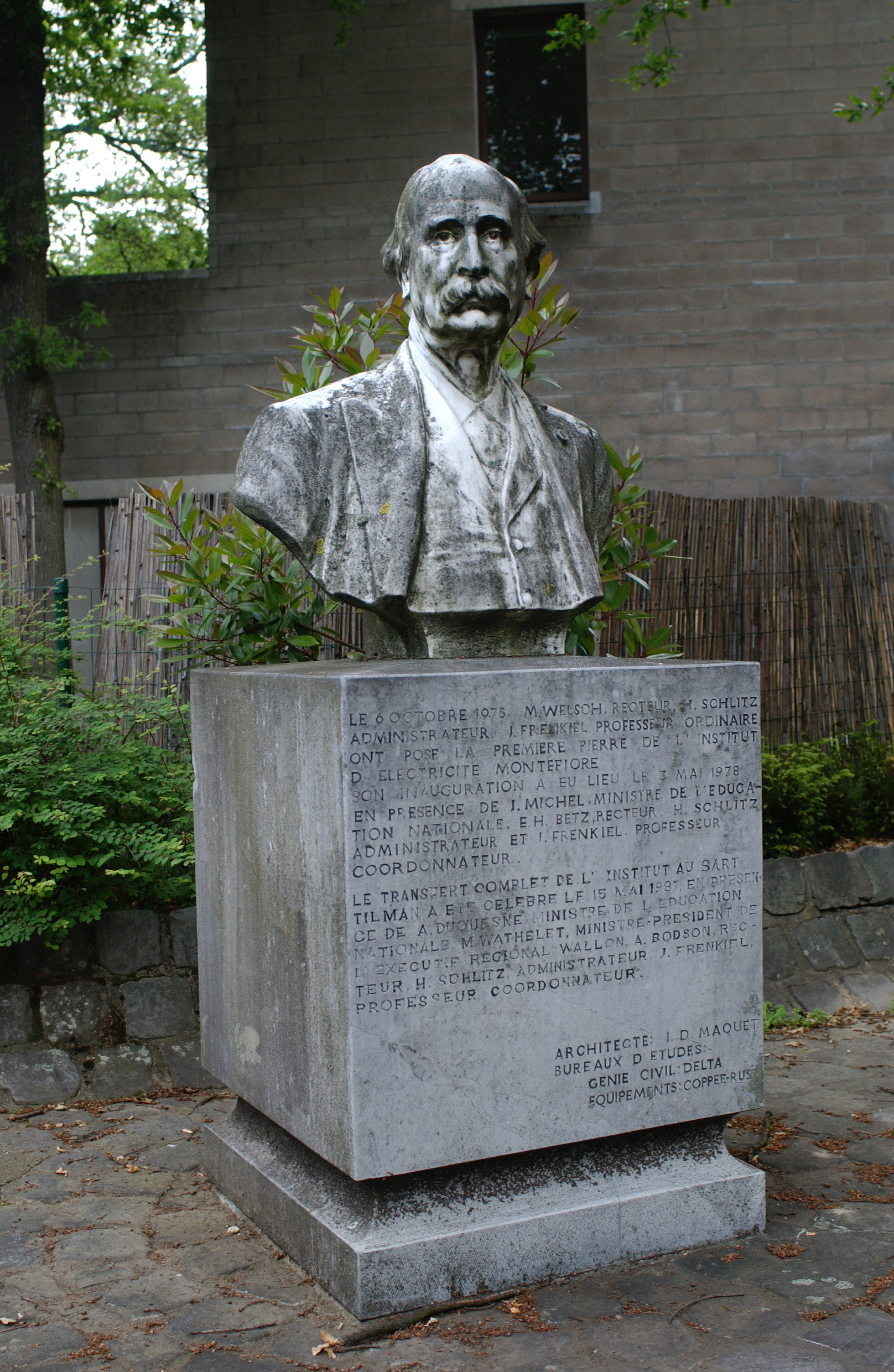
Montefiorebeeld in Luik

Georges Montefiore-Levi (Streatham, 8 februari 1832 – Brussel, 24 april 1906) was een Belgische politicus, industrieel en uitvinder, van Joodse origine. Hij verbeterde samen met C. Kunzel het productieproces van fosforbrons.

## Familie
Montefiore was een zoon van Isaac Levi (1787-1839) en van Esther Montefiore (1798-1864). Hij en zijn broers lieten zich inschrijven met de naam van hun moeder als hoofdnaam, om hiermee hun verwantschap te onderstrepen met de vermaarde filantroop Moses Montefiore. Hij trouwde met Hortense Bischoffsheim (1843-1901), dochter van Jonathan-Raphaël Bischoffsheim. Het gezin bleef kinderloos.
Montefiore had vier broers:
- Jacob Montefiore (1819-1885) was consul van België in Sydney en speelde een rol in de ontwikkeling van het land als directeur van de Bank of Australasia en als voorzitter van de Kamer van koophandel van Sydney.
- Octave Montefiore, was consul van België in Sydney, na zijn broer.
- Joseph Montefiore (1820-1876) was directeur van de Banque de Paris et des Pays-Bas in Brussel en medestichter van de Caisse Générale de Reports et de Dépôts.
- Edouard Montefiore (1826-1907) was bankier in Parijs, lid van de financiële groep Cahen in Antwerpen, als schoonzoon van Mayer-Jozef Cahen.

## Levensloop
Na zijn ingenieursstudies aan de Universiteit van Luik, werd hij directeur van een aan de familie Bischoffsheim toebehorende nikkelfabriek in Italië. In 1856 stichtte hij de 'Société G. Montefiore et Compagnie', voor nikkelwinning in de Sesiavallei en in Luik. In 1865 kwam hij terug naar België en werd directeur-generaal van de 'Compagnie Générale du Matériel de Chemins de Fer'. Door zijn huwelijk in 1866 trad hij toe tot het Bischoffsheimimperium en werd bestuurder van de verschillende onderdelen van deze groep.
Ondertussen deed hij verdere opzoekingen over metaallegeringen en verbeterde onder meer de weerstand en het geleidingsvermogen van brons. Zijn uitvindingen werden gecommercialiseerd door de door hem opgerichte 'Fonderies et Tréfileries de Bronze phosphoreux d'Anderlecht' (beter bekend als 'Usine Montefiore' in Huizingen), en de 'Compagnie française des Bronzes Montefiore' in de omgeving van Parijs. Vooral de opkomende telefonie maakte groot gebruik van het geleidingsvermogen van zijn koperdraden.
Hij richtte zich vervolgens op de exploitatie van spoorwegen. Hij werd onder meer:
- medestichter van de 'Mutuelle des Chemins de Fer',
- voorzitter van de Spoorweg Antwerpen-Rotterdam,
- voorzitter van de Compagnie du Chemin de Fer Grand Central belge.

Ook in het bankwezen was hij actief als:
- bestuurder en voorzitter van de Brusselse zetel van de Bank van Parijs en de Nederlanden,
- censor van de Nationale Bank van België,
- bestuurder van de Algemene Spaar- en Lijfrentekas.

Tot Belg genaturaliseerd in 1882 werd hij nog datzelfde jaar verkozen tot liberaal senator voor het arrondissement Luik. Hij vervulde dit mandaat tot in 1901. In de senaat interesseerde hij zich voor industriële en financiële problemen, aan de spoorwegen, aan het statuut van de vennootschappen en aan de verzekeringen voor arbeiders. Hij nam ontslag toen zijn vrouw zich op haar sterfbed bekeerde tot het katholicisme en dit tot opschudding leidde in de internationale pers.
Samen met enkele liberale economisten stichtte hij de Société internationale pour l'étude des questions sociales. Hij was voorzitter van de Permanente commissie van de mutualiteitsvennootschappen. In Luik ondersteunde hij de bouw van arbeiderswoningen.
Hij was stichtend voorzitter van de vereniging van oud-studenten ingenieurs-elektriciens van de Montefioreschool. Hij was ook voorzitter van de Belgische Vereniging van Fotografie.
Hij was mede-organisator van de Wereldtentoonstelling van Sydney in 1879 en was Belgisch commissaris voor de Expositie van Melbourne in 1880.
Montefiore bewoonde een statig paleis in de Wetenschapsstraat in Brussel, dat tegenwoordig door de Belgische Raad van State wordt gebruikt. In Esneux bezat hij het indrukwekkende Château du Rond-Chêne midden een eigendom van een paar honderd hectaren (later eigendom van pro juventute van baron Louis-Jean Empain en nog later van de Franse Gemeenschap).

## Mecenas
Montefiore was een actieve filantroop. Hij financierde in 1883 in Luik het Instituut voor elektrotechniek, dat zijn naam draagt. Hij stichtte ook het Tehuis Hortense Montefiore voor zieke kinderen in Esneux.
Hij was vooral een belangrijk donateur voor de Joodse gemeenschappen in Luik en in Brussel. Hij was de supervisor voor de bouw van de grote synagoge in Brussel. De nieuwe synagoge in Luik werd grotendeels door hem bekostigd.
Hij ondersteunde de 'Alliance israélite universelle', onder meer in zijn acties voor de Russische Joden.
Van 1872 tot 1879 was hij lid van het Centraal Israëlitisch Consistorium in Brussel.

## Publicaties
- Essais de l'emploi de divers alliages et spécialement du bronze phosphoreux pour la coulée des bouches à feu, Brussel, 1870.
- Proposition de créer une commission permanente de surveillance de l'industrie, Brussel, 1886.